# Municipio de Cottonwood (condado de Phelps)
El municipio de Cottonwood (en inglés: Cottonwood Township) es un municipio ubicado en el condado de Phelps en el estado estadounidense de Nebraska. En el año 2010 tenía una población de 96 habitantes y una densidad poblacional de 0,99 personas por km².

## Geografía
El municipio de Cottonwood se encuentra ubicado en las coordenadas 40°37′39″N 99°17′22″O / 40.62750, -99.28944. Según la Oficina del Censo de los Estados Unidos, el municipio tiene una superficie total de 96.97 km², de la cual 96,83 km² corresponden a tierra firme y (0,14 %) 0,14 km² es agua.

## Demografía
Según el censo de 2010, había 96 personas residiendo en el municipio de Cottonwood. La densidad de población era de 0,99 hab./km². De los 96 habitantes, el municipio de Cottonwood estaba compuesto por el 95,83 % blancos, el 4,17 % eran de otras razas. Del total de la población el 4,17 % eran hispanos o latinos de cualquier raza.